# Danh sách vùng đô thị theo dân số

27 vùng đô thị có ít nhất 10 triệu dân.

Câu hỏi "các thành phố nào là các thành phố lớn nhất thế giới" là một câu hỏi phức tạp vì không có một câu trả lời đơn độc chính xác khi có rất nhiều cách khác nhau để định nghĩa một thành phố và không dễ áp dụng các định nghĩa lý thuyết vào thực tế phức tạp. Một khái niệm là vùng đô thị dựa trên căn bản khái niệm của một "khu vực thị trường lao động" và được định nghĩa điển hình như một vùng cốt lõi có công ăn việc làm (một vùng có mật độ lớn công ăn việc làm sẵn có) và các vùng xung quanh có mối liên hệ chặt chẽ trong việc lưu thông ra vào làm việc hàng ngày trong vùng cốt lõi đó.
Sau đây là danh sách của 20 vùng đô thị lớn nhất của năm 2003 được định nghĩa theo một nguồn. Vì các số liệu dân số được diễn giải và trình bày khác nhau theo các phương pháp thu thập dữ liệu, các định nghĩa và các nguồn khác nhau nên các số liệu sau đây chỉ nên xem là các số liệu ước lượng.
| Hạng | Vùng đô thị          | Quốc gia    | Dân số     | Diện tích (km²) | Mật độ (người/km²) |
| ---- | -------------------- | ----------- | ---------- | --------------- | ------------------ |
| 1    | Tokyo                | Nhật Bản    | 32.450.000 | 8.014           | 4.049              |
| 2    | Seoul                | Hàn Quốc    | 20.550.000 | 5.076           | 4.048              |
| 3    | Thành phố Mexico     | México      | 20.450.000 | 7.346           | 2.784              |
| 4    | Thành phố New York   | Hoa Kỳ      | 19.750.000 | 17.884          | 1.104              |
| 5    | Mumbai               | Ấn Độ       | 19.200.000 | 2.350           | 8.170              |
| 6    | Jakarta              | Indonesia   | 18.900.000 | 5.100           | 3.706              |
| 7    | Sao Paulo            | Brasil      | 18.850.000 | 8.479           | 2.223              |
| 8    | Delhi                | Ấn Độ       | 18.600.000 | 3.182           | 5.845              |
| 9    | Osaka-Kobe-Kyoto     | Nhật Bản    | 17.375.000 | 6.930           | 2.507              |
| 10   | Thượng Hải           | Trung Quốc  | 16.650.000 | 5.177           | 3.216              |
| 11   | Đô thị Manila        | Philippines | 16.300.000 | 2.521           | 6.466              |
| 12   | Hồng Kông-Thâm Quyến | Trung Quốc  | 15.800.000 | 3.051           | 5.179              |
| 13   | Los Angeles          | Hoa Kỳ      | 15.250.000 | 10.780          | 1.415              |
| 14   | Kolkata              | Ấn Độ       | 15.100.000 | 1.785           | 8.459              |
| 15   | Moskva               | Nga         | 15.000.000 | 14.925          | 1.005              |
| 16   | Cairo                | Ai Cập      | 14.450.000 | 1.600           | 9.031              |
| 17   | Buenos Aires         | Argentina   | 13.170.000 | 10.888          | 1.210              |
| 18   | London               | Anh Quốc    | 12.875.000 | 11.391          | 1.130              |
| 19   | Bắc Kinh             | Trung Quốc  | 12.500.000 | 6.562           | 1.905              |
| 20   | Karachi              | Pakistan    | 11.800.000 | 1.100           | 10.727             |